# Cnestis uncata
Cnestis uncata är en tvåhjärtbladig växtart som beskrevs av R.H.M.J. Lemmens. Cnestis uncata ingår i släktet Cnestis och familjen Connaraceae. Inga underarter finns listade i Catalogue of Life.